# Катя-Катюша
«Катя-Катюша» — український радянський комедійно-мелодраматичний чорно-білий художній фільм 1959 року режисера Григорія Ліпшиця про життя людей на будівництві Дніпродзержинської ГЄС, прем'єра якого відбулася 25 травня 1960 року.

## Сюжет
Головна героїня Катя, незважаючи на спротив рідні, їде за своїм коханим Гришею на будівництво, де влаштовується до нього в бригаду водієм. Однак Гриша сприймає її як дитяче захоплення і не звертає на неї уваги. Прямолінійність Катерини не сприймається також членами її бригади. Згодом все змінюється.

## В ролях
- Людмила Крилова — Катя
- Володимир Гусєв — Гріша
- Лідія Федосєєва — Діна
- Лев Перфілов — Тарас
- Маргарита Криницина — Ельвіра
- Юрій Мажуга — Жора
- Маргарита Кошелєва — Рімма
- Дая Смирнова — Зіна
- Олександр Толстих — Петя
- Олександр Дем'яненко — Коля
- Сергій Сібель — Толя Ткаченко

## Знімальна група
- Режисер-постановник: Григорій Ліпшиць
- Автор сценарію: Євген Онопрієнко
- Оператор-постановник: Ілля Міньковецький
- Художник-постановник: Михайло Юферов
- Композитор: Олександр Білаш
- Текст пісень: Володимира Карпека
- Звукооператор: Софія Сергієнко
- Монтаж: Доллі Найвельт
- Редактор: Рената Король
- Директор картин С. Ярославцев